# The Reform Candidate (film 1911)
The Reform Candidate è un cortometraggio muto del 1911.

## Produzione
Il film fu prodotto dalla Edison Company.

## Distribuzione
Distribuito dalla General Film Company, il film - un cortometraggio in una bobina - uscì nelle sale cinematografiche statunitensi il 31 ottobre 1911.